# Glud (parochie)
Glud is een parochie van de Deense Volkskerk in de Deense gemeente Hedensted. De parochie maakt deel uit van het bisdom Haderslev en telt 1494 kerkleden op een bevolking van 1610 (2004).
Historisch hoort de parochie tot de herred Bjerre. In 1970 werd de parochie opgenomen in de nieuwe gemeente Juelsminde. Deze ging in 2007 op in de vergrote gemeente Hedensted.

Aabenraa · Aale · Adsbøl Kirkedistrikt · Aller · Almind · As · Asserballe · Åstrup · Augustenborg · Barrit · Bevtoft · Bjerning · Bjerre · Bjolderup · Bov · Brændkjær · Bramdrup · Bredballe · Bredsten · Bredstrup · Broager · Christians · Christians · Dalby · Daugård · Dybbøl · Egen · Egernsund · Egtved · Egvad · Eltang · Engum · Ensted · Erritsø · Felsted · Fjelstrup · Frørup · Gammel Haderslev · Gårslev · Gauerslund · Genner Kirkedistrikt · Glud · Grarup · Gråsten-Adsbøl · Grejs · Haderslev Vor Frue Domsogn · Halk · Hammelev · Hammer · Hannerup · Harte · Havnbjerg · Hedensted · Hejls · Hellevad · Herslev · Hjarnø · Hjarup · Hjerndrup · Hjordkær · Højen · Højrup · Holbøl · Hoptrup · Hornborg · Hornstrup · Hornum · Hørup · Hover · Hvejsel · Hvirring · Ildved Kirkedistrikt · Jegerup · Jelling · Jels · Jerlev · Jordrup · Juelsminde · Kegnæs · Ketting · Klakring · Klejs Kirkedistrikt · Kliplev · Kollerup · Korning · Kristkirkens · Kværs · Langskov · Lejrskov · Linnerup · Løjt · Løsning · Lyng · Mølholm · Moltrup · Nordborg · Nørre Bjert · Nørremarks · Notmark · Nybøl · Oksbøl · Ølsted · Ørum · Øsby · Øster Løgum · Øster Snede · Pjedsted · Rinkenæs · Rise · Sankt Johannes · Sankt Marie · Sankt Michaelis · Sankt Nicolai · Sankt Nikolaj · Seest · Simon Peters · Sindbjerg · Skibet · Sønder Bjert · Sønder Starup · Sønder Stenderup · Sønder Vilstrup · Sottrup · Store Dalby · Svenstrup · Tandslet · Taulov · Tørring · Trinitatis · Uge · Ulkebøl · Ullerup · Urlev · Varnæs · Vejlby · Vilstrup · Vinding · Viuf · Vonsbæk · Vonsild · Vor Frelsers